# 이석윤
이석윤(李錫潤, 1933년 5월 31일~2018년 4월 26일)은 대한민국의 철학자이다. 충남대학교와 동국대학교에서 철학과 교수를 역임했다.

## 생애
1933년 서울에서 태어났으며, 서울대학교 철학과를 졸업하였다. 1965년 서울대학교에서 학위논문 〈헤에겔에 있어서의 무한판단의 문제〉로 석사를 받았고 1974년 학위논문 〈변증법에 관한 연구〉로 충남대학교에서 박사를 받았다. 충남대학교와 동국대학교에서 오랫동안 철학과 교수를 지냈다.

## 활동
평생 독일 관념론에 관한 연구와 후학 지도에 힘썼으며, 1973년에 소광희, 김정선과 함께 쓴 《철학의 제문제》는 대학교 철학 교재로서 자주 사용되었다. 1978년에 이마누엘 칸트의 《판단력비판》를 한국어로는 처음 원전 번역하여 출간한 바 있다. 1984년 이후, 동국대학교에서 철학 교수로 있으면서, 후학을 지도하다가 정년퇴직했다.
1987년, 전두환 정부가 ‘4·13 호헌 조치’를 발표하자, 이를 반대하는 시국 성명에 참여했다.

## 저작
- 논문
  - 〈헤에겔에 있어서의 무한판단의 문제〉, 서울대학교, 1965년 2월, 석사학위논문
  - 〈변증법에 관한 연구〉, 충남대학교, 1974년, 박사학위논문
- 공저
  - 《철학의 제문제》, 소광희, 김정선 공저, 지학사, 1973년
- 번역
  - 《역사주의의 빈곤》, 칼 포퍼(지은이), 지학사, 1975년
  - 《판단력비판》, 이마누엘 칸트(지은이), 박영사, 1978년(초판), 2005년, ISBN 9788910030126